# Buthus
Genre
Buthus est un genre de scorpions de la famille des Buthidae.

## Distribution
Les espèces de ce genre se rencontrent dans le Nord de l'Afrique, en Europe du Sud et au Proche-Orient.

## Liste des espèces
Selon The Scorpion Files (13/08/2025) :
- Buthus adrianae Rossi, 2013
- Buthus ahaggar Ythier, Sadine, Haddadi & Lourenço, 2021
- Buthus ajax (C. L. Koch, 1839)
- Buthus alacanti Teruel & Turiel 2020
- Buthus albengai Lourenço, 2003
- Buthus amri Lourenço, Yağmur & Duhem 2010
- Buthus apiatus Lourenço, El Bouhissi & Sadine, 2020
- Buthus atlantis Pocock, 1889
- Buthus aures Lourenço & Sadine 2016
- Buthus awashensis Kovařík, 2011
- Buthus baeticus Teruel & Turiel 2020
- Buthus balmensis Ythier & Laborieux, 2022
- Buthus barcaeus Birula, 1909
- Buthus berberensis Pocock, 1900
- Buthus bobo Ythier, 2021
- Buthus bonito Lourenço & Geniez, 2005
- Buthus boumalenii Touloun & Boumezzough, 2011
- Buthus boussaadi Lourenço, Chichi & Sadine, 2018
- Buthus brignolii Lourenço, 2003
- Buthus castellano Teruel & Turiel, 2022
- Buthus centroafricanus Lourenço, 2016
- Buthus chambiensis Kovařík, 2006
- Buthus confluens Lourenço, Touloun & Boumezzough, 2012
- Buthus danyii Rossi, 2017
- Buthus delafuentei Teruel & Turiel 2020
- Buthus draa Lourenço & Slimani, 2004
- Buthus dunlopi Kovařík, 2006
- Buthus duprei Rossi & Tropea, 2016
- Buthus egyptiensis Lourenço, 2012
- Buthus elhennawyi Lourenço, 2005
- Buthus elizabethae Lourenço, 2005
- Buthus elmoutaouakili Lourenço & Qi, 2006
- Buthus elongatus Rossi, 2012
- Buthus gabani Ythier, 2021
- Buthus garcialorcai Teruel & Turiel 2020
- Buthus gonzalezdelavegai González-Moliné & de Armas, 2024
- Buthus goyffoni Abidi, Sadine & Lourenço, 2021
- Buthus halius (C. L. Koch, 1839)
- Buthus hassanini Lourenço, Duhem & Cloudsley-Thompson, 2012
- Buthus iaspis Teruel & Turiel, 2022
- Buthus ibericus Lourenço & Vachon, 2004
- Buthus intermedius (Ehrenberg, 1829)
- Buthus intumescens (Ehrenberg, 1829)
- Buthus israelis Shulov & Amitai, 1959
- Buthus jianxinae Lourenço, 2005
- Buthus karoraensis Rossi & Tropea, 2016
- Buthus kunti Yağmur, Koç & Lourenço, 2011
- Buthus labuschagnei Lourenço, 2015
- Buthus lienhardi Lourenço, 2003
- Buthus lourencoi Rossi, Tropea & Yağmur, 2013
- Buthus maamora Ythier, 2023
- Buthus malhommei Vachon, 1949
- Buthus manchego Teruel & Turiel 2020
- Buthus mardochei Simon, 1878
- Buthus mariefranceae Lourenço, 2003
- Buthus maroccanus Birula, 1903
- Buthus montanus Lourenço & Vachon, 2004
- Buthus nabataeus Lourenço, Abu Afifeh & Al-Saraireh, 2021
- Buthus nigrovesiculosus Hirst, 1925
- Buthus occidentalis Lourenço, Sun & Zhu, 2009
- Buthus occitanus (Amoreux, 1789)
- Buthus orientalis Lourenço & Simon, 2012
- Buthus oudjanii Lourenço, 2017
- Buthus paris (C. L. Koch, 1839)
- Buthus parroti Vachon, 1949
- Buthus pedrosousai Teruel & Turiel 2021
- Buthus pococki Kovařík, Šťáhlavský & Elmi, 2020
- Buthus prudenti Lourenço & Leguin, 2012
- Buthus pusillus Lourenço, 2013
- Buthus pygmaeus Kovařík, Lowe, Šťáhlavský & Elmi, 2025
- Buthus pyrenaeus Ythier, 2021
- Buthus rochati Lourenço, 2003
- Buthus saharicus Sadine, Bissati & Lourenço, 2015
- Buthus serrano Teruel & Turiel 2020
- Buthus somalilandus Kovařík, Šťáhlavský & Elmi, 2020
- Buthus tassili Lourenço, 2002
- Buthus trinacrius Lourenço & Rossi, 2013
- Buthus tunetanus (Herbst, 1800)
- Buthus turkana Ythier & Lourenço, 2022
- Buthus yemenensis Lourenço, 2008
- Buthus zeylensis Pocock, 1900

## Systématique et taxinomie
Ce genre a été décrit par Leach en 1815.

## Publication originale
- Leach, 1815 : « A tabular view of the external characters of four classes of animals, which Linné arranged under Insecta; with the distribution of the genera composing three of these classes into orders, etc. and descriptions of several new genera and species. » Transactions of the Linnean Society of London, vol. 11, no 2, p. 306–400 (texte intégral).